# Euphorbia ferox
Euphorbia ferox là một loài thực vật có hoa trong họ Đại kích. Loài này được Marloth mô tả khoa học đầu tiên năm 1913.

## Hình ảnh

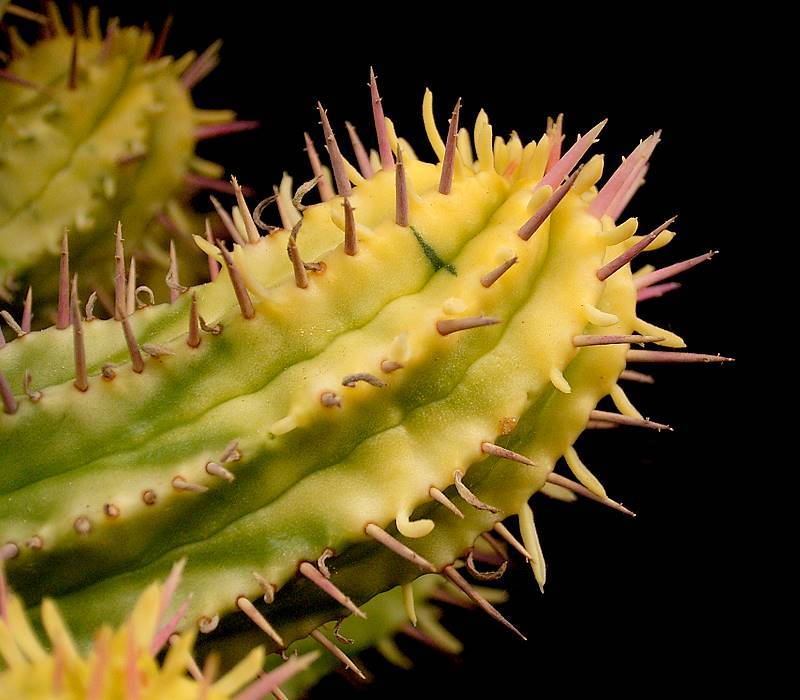
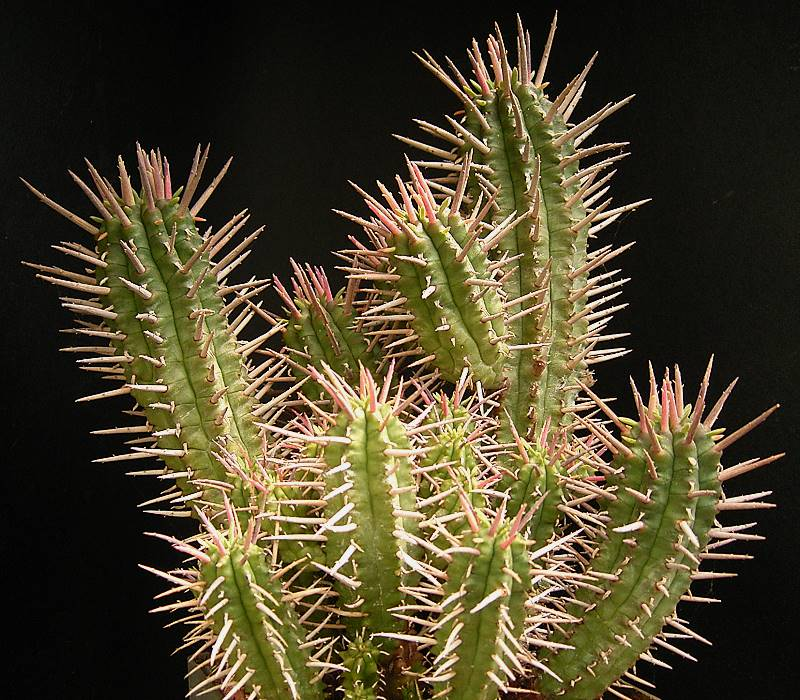
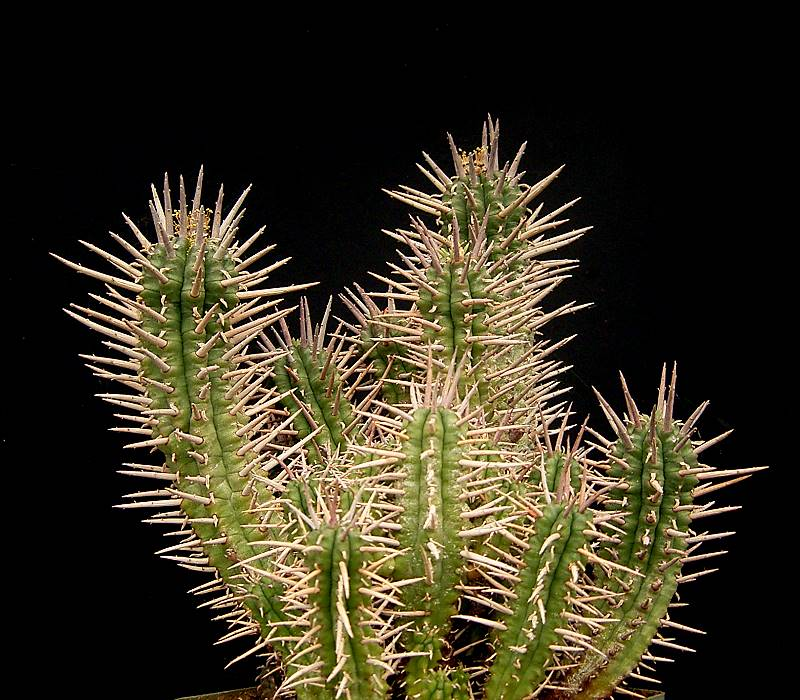
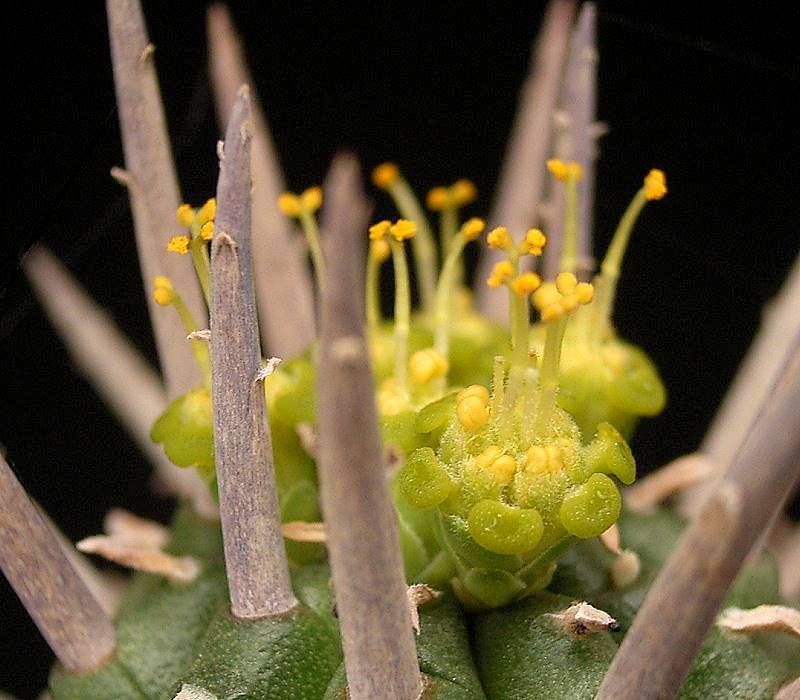